# Сахарова, Елена Дмитриевна
Елена Дмитриевна Сахарова (род. 25 ноября 1988, Москва, СССР) — российский независимый дизайнер и художественный руководитель.
В 2020 году была единственным номинантом от России в категории «Независимый дизайнер» международного фестиваля Awwwards

### Биография
Родилась в Москве, в семье матери-диспетчера и отца-инженера. Отец жил в деревне в очень бедной семье, где мать изо всех сил пыталась прокормить четверых сыновей, что получалось не всегда хорошо, а уж об образовании никто и не думал. Поэтому отец, когда подрос, отправился пешком из маленькой деревни в Алтайском крае до Барнаула, получать образование и стал главным инженером. Этот факт всегда сильно вдохновлял Елену и стал основополагающим в её карьере.
Окончила 9 классов и поступила в колледж МГКЭИТ на специальность «Автоматизированные системы управления и обработка информации», но предметная область колледжа её не захватывала, поэтому, в тайне от родителей, она поступает ещё в один, на этот раз заочный колледж — МИФИ на специальность «графический дизайн». По окончании учёбы в двух заведениях она понимает, что дизайн, как область творчества и работы ей близок, но родители торопят с поисками работы и она устраивается оператором базы данных в рекламное агентство. Там по стечению обстоятельств её пересаживают в один кабинет с руководителем дизайн отдела, который видит яркий интерес к его рабочей деятельности и берёт Сахарову в помощники дизайнера. В то же время она поступает на заочное отделение института ИДК на специальность «Реклама». Так в 2008 году она начинает свой путь дизайнера.
В 2014 году Сахаровой предлагают должность креативного директора в ФК Открытие, направление брокерских и дилерских операций.
В 2012 году поступает в Wordshop по специальности Артдирекшн, но через год покидает учебное заведение.
В 2014 проходит годовую программу в ИКРЕ по программе Интерактивный Артдиректор.

### The Chayka Shop
В 2015 году уходит из ФК Открытие и становится сооснователем крафт-студии The Chayka Shop, где вместе с фотографом Юлией Карташовой создаёт необычное мыло в абстрактных формах. и говорили, в том числе, как о самом красивом мыле на свете. В 2017 году Сахарова была гостем радио-шоу Сергея Стиллавина «Как заработать миллион» с проектом The Chayka Shop.

### Творчество
В 2016 году приложение «Мой Брокер», над которым Сахарова работала вместе с маркетинговой командой БКС брокер, стала лучшим мобильным приложением в битве инноваторов на FinNext-2016
В 2017 году Сахарова открывает собственный авторский курс по визуальному дизайну и инструментам дизайна на платформе Софт Культура.
В 2019 году приложение ВТБ Мои Инвестиции, над которым Сахарова работала вместе с Заместителем руководителя департамента брокерского обслуживания Русланом Смирновым, стало победителем премии Investfunds Awards в номинации «Лучшее мобильное приложение брокерской компании — 2019»
С 2019 года Сахарова начала работать, как художник, в стиле ташизм в формате хэнд-мэйд коллажей и в том же году дала большое интервью для Нью-Йорского онлайн-издания Viola Chip
Сайт-портфолио Сахаровой стал проектом года на Readymag в категории «Креатив», сайтом дня на Awwwards, Mindsparkle Mag, CSS Awards Showcase и CSS Winner h
Также в 2020 году Сахарова вместе с Karl Andersson работала над иллюстрациями портретов театральной трупы Стокгольмского театра Kulturhuset Stadsteatern, которые украсили холл театра и были использованы в театральных анонсах.
Сахарова стала соавтором обложки для альбома группы Deep Purple Whoosh!, и эту новость широко осветили СМИ из самых разных точек мира

### Признание индустрии
В 2016 году была членом жюри Behance Топ 5 Россия
В 2018 году её выбрали судьёй на конкурсе CSS Design Awards — в жюри из 280 человек вошли всего 5 экспертов из России.
В 2020 году Сахарова стала членом жюри сразу нескольких дизайнерских фестивалей: Awwwards, G8 и The Young Ones